# Star Trek: Discovery/Episodenliste
Dieser Artikel gibt einen tabellarischen Überblick über die Episoden der US-Fernsehserie Star Trek: Discovery.

## Staffelübersicht
| Staffel | Episoden | Erstveröffentlichung USA       | Erstveröffentlichung DE/AT/CH  |
| ------- | -------- | ------------------------------ | ------------------------------ |
| 1       | 15       | 24. Sep. 2017 – 11. Feb. 2018  | 25. Sep. 2017 – 12. Feb. 2018  |
| 2       | 14       | 17. Jan. 2019 – 18. April 2019 | 18. Jan. 2019 – 19. April 2019 |
| 3       | 13       | 15. Okt. 2020 – 7. Jan. 2021   | 16. Okt. 2020 – 8. Jan. 2021   |
| 4       | 13       | 18. Nov. 2021 – 17. März 2022  | 26. Nov. 2021 – 18. März 2022  |
| 5       | 10       | 4. Apr. 2024 – 30. Mai 2024    | 4. Apr. 2024 – 30. Mai 2024    |

## Staffel 1
| Nr. (ges.) | Nr. (St.) | Deutscher Titel           | Originaltitel                                    | Erstveröffentlichung USA | Deutschsprachige Erstveröffentlichung (D/A/CH) | Regie                | Drehbuch                                                                                             |
| ---------- | --------- | ------------------------- | ------------------------------------------------ | ------------------------ | ---------------------------------------------- | -------------------- | --- |
| 1          | 1         | Leuchtfeuer               | The Vulcan Hello                                 | 24. Sep. 2017            | 25. Sep. 2017                                  | David Semel          | Akiva Goldsman, Bryan Fuller, Idee: Bryan Fuller, Alex Kurtzman                                      |
| 2          | 2         | Das Urteil                | Battle at the Binary Stars                       | 24. Sep. 2017            | 25. Sep. 2017                                  | Adam Kane            | Gretchen J. Berg, Aaron Harberts, Idee: Bryan Fuller                                                 |
| 3          | 3         | Lakaien und Könige        | Context is for Kings                             | 1. Okt. 2017             | 2. Okt. 2017                                   | Akiva Goldsman       | Gretchen J. Berg, Aaron Harberts, Craig Sweeny, Idee: Bryan Fuller, Gretchen J. Berg, Aaron Harberts |
| 4          | 4         | Sprung                    | The Butcher’s Knife Cares Not for the Lamb’s Cry | 8. Okt. 2017             | 9. Okt. 2017                                   | Olatunde Osunsanmi   | Jesse Alexander, Aron Eli Coleite                                                                    |
| 5          | 5         | Wähle deinen Schmerz      | Choose Your Pain                                 | 15. Okt. 2017            | 16. Okt. 2017                                  | Lee Rose             | Kemp Powers, Idee: Gretchen J. Berg, Aaron Harberts, Kemp Powers                                     |
| 6          | 6         | Lethe                     | Lethe                                            | 22. Okt. 2017            | 23. Okt. 2017                                  | Douglas Aarniokoski  | Joe Menosky, Ted Sullivan                                                                            |
| 7          | 7         | T=Mudd²                   | Magic to Make the Sanest Man go Mad              | 29. Okt. 2017            | 30. Okt. 2017                                  | David M. Barrett     | Aron Eli Coleite, Jesse Alexander                                                                    |
| 8          | 8         | Si Vis Pacem, Para Bellum | Si Vis Pacem, Para Bellum                        | 5. Nov. 2017             | 6. Nov. 2017                                   | John S. Scott        | Kirsten Beyer                                                                                        |
| 9          | 9         | Algorithmus               | Into the Forest I Go                             | 12. Nov. 2017            | 13. Nov. 2017                                  | Christopher J. Byrne | Bo Yeon Kim, Erika Lippoldt                                                                          |
| 10         | 10        | Nur wegen dir             | Despite Yourself                                 | 7. Jan. 2018             | 8. Jan. 2018                                   | Jonathan Frakes      | Sean Cochran                                                                                         |
| 11         | 11        | Der Wolf im Inneren       | The Wolf Inside                                  | 14. Jan. 2018            | 15. Jan. 2018                                  | T. J. Scott          | Lisa Randolph                                                                                        |
| 12         | 12        | Blindes Verlangen         | Vaulting Ambition                                | 21. Jan. 2018            | 22. Jan. 2018                                  | Hanelle M. Culpepper | Jordon Nardino                                                                                       |
| 13         | 13        | Auftakt zur Vergangenheit | What’s Past Is Prologue                          | 28. Jan. 2018            | 29. Jan. 2018                                  | Olatunde Osunsanmi   | Ted Sullivan                                                                                         |
| 14         | 14        | Flucht nach vorn          | The War Without, the War Within                  | 4. Feb. 2018             | 5. Feb. 2018                                   | David Solomon        | Lisa Randolph                                                                                        |
| 15         | 15        | Nimm meine Hand           | Will You Take My Hand?                           | 11. Feb. 2018            | 12. Feb. 2018                                  | Akiva Goldsman       | Gretchen J. Berg, Aaron Harberts, Idee: Akiva Goldsman, Gretchen J. Berg, Aaron Harberts             |

## Staffel 2
| Nr. (ges.) | Nr. (St.) | Deutscher Titel                   | Originaltitel                 | Erstveröffentlichung USA | Deutschsprachige Erstveröffentlichung (D/A/CH) | Regie                | Drehbuch                                                                                 |
| ---------- | --------- | --------------------------------- | ----------------------------- | ------------------------ | ---------------------------------------------- | -------------------- | ---------------------------------------------------------------------------------------- |
| 16         | 1         | Bruder                            | Brother                       | 17. Jan. 2019            | 18. Jan. 2019                                  | Alex Kurtzman        | Ted Sullivan, Gretchen J. Berg, Aaron Harberts                                           |
| 17         | 2         | New Eden                          | New Eden                      | 24. Jan. 2019            | 25. Jan. 2019                                  | Jonathan Frakes      | Vaun Wilmott, Sean Cochran; Idee: Akiva Goldsman, Sean Cochran                           |
| 18         | 3         | Lichtpunkt                        | Point of Light                | 31. Jan. 2019            | 1. Feb. 2019                                   | Olatunde Osunsanmi   | Andrew Colville                                                                          |
| 19         | 4         | Der Charonspfennig                | An Obol for Charon            | 7. Feb. 2019             | 8. Feb. 2019                                   | Lee Rose             | Alan B. McElroy, Andrew Colville; Idee: Gretchen J. Berg, Aaron Harberts, Jordon Nardino |
| 20         | 5         | Die Heiligen der Unvollkommenheit | Saints of Imperfection        | 14. Feb. 2019            | 15. Feb. 2019                                  | David M. Barrett     | Kirsten Beyer                                                                            |
| 21         | 6         | Donnergrollen                     | The Sound of Thunder          | 21. Feb. 2019            | 22. Feb. 2019                                  | Douglas Aarniokoski  | Bo Yeon Kim, Erika Lippoldt                                                              |
| 22         | 7         | Licht und Schatten                | Light and Shadows             | 28. Feb. 2019            | 1. März 2019                                   | Marta Cunningham     | Ted Sullivan; Idee: Ted Sullivan, Vaun Wilmott                                           |
| 23         | 8         | Gedächtniskraft                   | If Memory Serves              | 7. März 2019             | 8. März 2019                                   | T. J. Scott          | Jay Beattie, Dan Dworkin                                                                 |
| 24         | 9         | Projekt Daedalus                  | Project Daedalus              | 14. März 2019            | 15. März 2019                                  | Jonathan Frakes      | Michelle Paradise                                                                        |
| 25         | 10        | Der rote Engel                    | The Red Angel                 | 21. März 2019            | 22. März 2019                                  | Hanelle M. Culpepper | Anthony Maranville, Chris Silvestri                                                      |
| 26         | 11        | Der Zeitsturm                     | Perpetual Infinity            | 28. März 2019            | 29. März 2019                                  | Maja Vrvilo          | Alan B. McElroy, Brandon Schultz                                                         |
| 27         | 12        | Tal der Schatten                  | Through the Valley of Shadows | 4. Apr. 2019             | 5. Apr. 2019                                   | Douglas Aarniokoski  | Bo Yeon Kim, Erika Lippoldt                                                              |
| 28         | 13        | Solch süße Trauer                 | Such Sweet Sorrow             | 11. Apr. 2019            | 12. Apr. 2019                                  | Olatunde Osunsanmi   | Alex Kurtzman, Jenny Lumet, Michelle Paradise                                            |
| 29         | 14        | Süße Trauer, Teil 2               | Such Sweet Sorrow, Part 2     | 18. Apr. 2019            | 19. Apr. 2019                                  | Olatunde Osunsanmi   | Alex Kurtzman, Jenny Lumet, Michelle Paradise                                            |

## Staffel 3
| Nr. (ges.) | Nr. (St.) | Deutscher Titel                  | Originaltitel            | Erstveröffentlichung USA | Deutschsprachige Erstveröffentlichung (D/A/CH) | Regie               | Drehbuch                                                         |
| ---------- | --------- | -------------------------------- | ------------------------ | ------------------------ | ---------------------------------------------- | ------------------- | ---------------------------------------------------------------- |
| 30         | 1         | Ein Zeichen der Hoffnung, Teil 1 | That Hope Is You, Part 1 | 15. Okt. 2020            | 16. Okt. 2020                                  | Olatunde Osunsanmi  | Michelle Paradise, Jenny Lumet, Alex Kurtzman                    |
| 31         | 2         | Fern der Heimat                  | Far From Home            | 22. Okt. 2020            | 23. Okt. 2020                                  | Olatunde Osunsanmi  | Michelle Paradise, Jenny Lumet, Alex Kurtzman                    |
| 32         | 3         | Bewohner der Erde                | People of Earth          | 29. Okt. 2020            | 30. Okt. 2020                                  | Jonathan Frakes     | Bo Yeon Kim, Erika Lippoldt                                      |
| 33         | 4         | Vergiss mich nicht               | Forget Me Not            | 5. Nov. 2020             | 6. Nov. 2020                                   | Hanelle Culpepper   | Alan McElroy, Chris Silvestri, Anthony Maranville                |
| 34         | 5         | Die Bewährungsprobe              | Die Trying               | 12. Nov. 2020            | 13. Nov. 2020                                  | Maja Vrvilo         | Sean Cochran; Idee: James Duff, Sean Cochran                     |
| 35         | 6         | Aasgeier                         | Scavengers               | 19. Nov. 2020            | 20. Nov. 2020                                  | Douglas Aarniokoski | Anne Cofell Saunders                                             |
| 36         | 7         | Wiedervereinigung Teil III       | Unification III          | 26. Nov. 2020            | 27. Nov. 2020                                  | Jon Dudkowski       | Kirsten Beyer                                                    |
| 37         | 8         | Das Schutzgebiet                 | The Sanctuary            | 3. Dez. 2020             | 4. Dez. 2020                                   | Jonathan Frakes     | Kenneth Lin, Brandon Schultz                                     |
| 38         | 9         | Terra Firma, Teil 1              | Terra Firma, Part 1      | 10. Dez. 2020            | 11. Dez. 2020                                  | Omar Madha          | Alan McElroy; Idee: Bo Yeon Kim, Erika Lippoldt, Alan McElroy    |
| 39         | 10        | Terra Firma, Teil 2              | Terra Firma, Part 2      | 17. Dez. 2020            | 18. Dez. 2020                                  | Chloe Domont        | Kalinda Vazquez; Idee: Bo Yeon Kim, Erika Lippoldt, Alan McElroy |
| 40         | 11        | Su’Kal                           | Su’Kal                   | 24. Dez. 2020            | 25. Dez. 2020                                  | Norma Bailey        | Anne Cofell Saunders                                             |
| 41         | 12        | Es gibt Gezeiten…                | There Is A Tide…         | 31. Dez. 2020            | 1. Jan. 2021                                   | Jonathan Frakes     | Kenneth Lin                                                      |
| 42         | 13        | Ein Zeichen der Hoffnung, Teil 2 | That Hope Is You, Part 2 | 7. Jan. 2021             | 8. Jan. 2021                                   | Olatunde Osunsanmi  | Michelle Paradise                                                |

## Staffel 4
| Nr. (ges.) | Nr. (St.) | Deutscher Titel          | Originaltitel        | Erstveröffentlichung USA | Deutschsprachige Erstveröffentlichung (D/A/CH) | Regie                             | Drehbuch                                      |
| ---------- | --------- | ------------------------ | -------------------- | ------------------------ | ---------------------------------------------- | --------------------------------- | --------------------------------------------- |
| 43         | 1         | Kobayashi Maru           | Kobayashi Maru       | 18. Nov. 2021            | 26. Nov. 2021                                  | Olatunde Osunsanmi                | Michelle Paradise, Jenny Lumet, Alex Kurtzman |
| 44         | 2         | Anomalie                 | Anomaly              | 25. Nov. 2021            | 26. Nov. 2021                                  | Olatunde Osunsanmi                | Anne Cofell Saunders, Glenise Mullins         |
| 45         | 3         | Wähle das Leben          | Choose to Live       | 2. Dez. 2021             | 3. Dez. 2021                                   | Christopher J. Byrne              | Terri Hughes Burton                           |
| 46         | 4         | Alles ist möglich        | All Is Possible      | 9. Dez. 2021             | 10. Dez. 2021                                  | John Ottman                       | Alan McElroy, Eric J. Robbins                 |
| 47         | 5         | Die Beispiele            | The Examples         | 16. Dez. 2021            | 17. Dez. 2021                                  | Lee Rose                          | Kyle Jarrow                                   |
| 48         | 6         | Stürmisches Wetter       | Stormy Weather       | 23. Dez. 2021            | 24. Dez. 2021                                  | Jonathan Frakes                   | Anne Cofell Saunders, Brandon Schultz         |
| 49         | 7         | Verbindung               | …But to Connect      | 30. Dez. 2021            | 31. Dez. 2021                                  | Lee Rose                          | Terri Hughs Burton, Carlos Cisco              |
| 50         | 8         | Alles oder nichts        | All In               | 10. Feb. 2022            | 11. Feb. 2022                                  | Christopher J. Byrne, Jen McGowan | Sean Cochran                                  |
| 51         | 9         | Rubikon                  | Rubicon              | 17. Feb. 2022            | 18. Feb. 2022                                  | Andi Armaganian                   | Alan McElroy                                  |
| 52         | 10        | Die Galaktische Barriere | The Galactic Barrier | 24. Feb. 2022            | 25. Feb. 2022                                  | Deborah Kampmeier                 | Anne Cofell Saunders                          |
| 53         | 11        | Der Rosettastein         | Rosetta              | 3. März 2022             | 4. März 2022                                   | Jeff Byrd, Jen McGowan            | Terri Hughes Burton                           |
| 54         | 12        | Spezies 10-C             | Species Ten-C        | 10. März 2022            | 11. März 2022                                  | Olatunde Osunsanmi                | Kyle Jarrow                                   |
| 55         | 13        | Die Heimkehr             | Coming Home          | 17. März 2022            | 18. März 2022                                  | Olatunde Osunsanmi                | Michelle Paradise                             |

## Staffel 5
| Nr. (ges.) | Nr. (St.) | Deutscher Titel           | Originaltitel        | Erstveröffentlichung USA | Deutschsprachige Erstveröffentlichung (D/A/CH) | Regie                 | Drehbuch                           |
| ---------- | --------- | ------------------------- | -------------------- | ------------------------ | ---------------------------------------------- | --------------------- | ---------------------------------- |
| 56         | 1         | Die Rote Direktive        | Red Directive        | 4. Apr. 2024             | 4. Apr. 2024                                   | Olatunde Osunsanmi    | Michelle Paradise                  |
| 57         | 2         | Unter den Zwillingsmonden | Under the Twin Moons | 4. Apr. 2024             | 4. Apr. 2024                                   | Douglas Aarniokoski   | Alan McElroy                       |
| 58         | 3         | Jinaal                    | Jinaal               | 11. Apr. 2024            | 11. Apr. 2024                                  | Andi Armaganian       | Kyle Jarrow & Lauren Wilkinson     |
| 59         | 4         | Die Zeitspinne            | Face the Strange     | 18. Apr. 2024            | 18. Apr. 2024                                  | Lee Rose              | Sean Cochran                       |
| 60         | 5         | Spiegel                   | Mirrors              | 25. Apr. 2024            | 25. Apr. 2024                                  | Jen McGowan           | Johanna Lee & Carlos Cisco         |
| 61         | 6         | Die Pfeifsprache          | Whistlespeak         | 2. Mai 2024              | 2. Mai 2024                                    | Christopher J. Byrne  | Kenneth Lin & Brandon A. Schultz   |
| 62         | 7         | Erigah                    | Erigah               | 9. Mai 2024              | 9. Mai 2024                                    | Jon Dudkowski         | M. Raven Metzner                   |
| 63         | 8         | Labyrinthe                | Labyrinths           | 16. Mai 2024             | 16. Mai 2024                                   | Emmanuel Osei-Kuffour | Lauren Wilkinson & Eric J. Robbins |
| 64         | 9         | Lagrange-Punkt            | Lagrange Point       | 23. Mai 2024             | 23. Mai 2024                                   | Jonathan Frakes       | Sean Cochran & Ari Friedman        |
| 65         | 10        | Das Leben an sich         | Life, Itself         | 30. Mai 2024             | 30. Mai 2024                                   | Olatunde Osunsanmi    | Kyle Jarrow & Michelle Paradise    |